# Sirosoma emarginata
Sirosoma emarginata är en insektsart som beskrevs av Mcatee 1933. Sirosoma emarginata ingår i släktet Sirosoma och familjen dvärgstritar. Inga underarter finns listade i Catalogue of Life.